# منافسة احتكارية

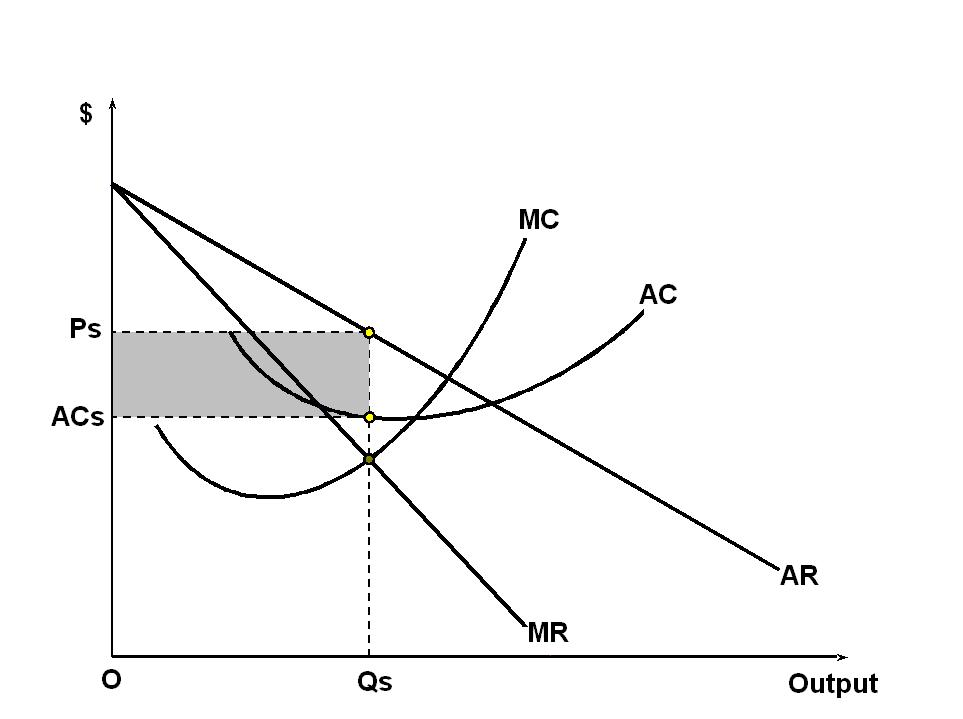

المنافسة الاحتكارية هي نوع من المنافسة غير المتكافئة، يبيع فيها العديد من المنتِجين منتجات تختلف عن بعضها (على سبيل المثال علامات تجارية مختلفة أو جودة متباينة)، لذا فهي ليست بدائل مثالية. في المنافسة الاحتكارية، تأخذ الشركة أسعار منافسيها كما وردت، وتتجاهل تأثير أسعارها هي على أسعار الشركات الأخرى. في ظل وجود حكومة قهرية، ستقع المنافسة الاحتكارية في يدي الاحتكار الذي تمنحه الحكومة. على عكس المنافسة الكاملة، تحافظ الشركة على طاقة احتياطية. غالبًا ما تستخدم نماذج المنافسة الاحتكارية في تشكيل القطاعات. من الأمثلة على القطاعات ذات الهيكلية السوقية المماثلة للمنافسة الاحتكارية: المطاعم وإنتاج الحبوب والملابس والأحذية وصناعات الخدمات في المدن الكبيرة. «الأب المؤسس» لنظرية المنافسة الاحتكارية هو إدوارد هاستينغز تشامبرلين، الذي كتب كتابًا رائدًا حول هذا الموضوع أسماه نظرية المنافسة الاحتكارية (1933). نشرت جوان روبنسون كتابًا بعنوان «اقتصاديات المنافسة غير المتكافئة» مع موضوع مماثل يميز بين المنافسة السليمة والمنافسة غير المتكافئة.
تتمتع الأسواق التنافسية احتكاريًا بالخصائص التالية:
- هناك العديد من المنتجين والعديد من المستهلكين في السوق، ولا يوجد أو عمل أو أي مؤسسة لديها سيطرة كاملة على سعر السوق.
- يدرك المستهلكون وجود فروق غير سعرية بين منتجات المنافسين.
- الحواجز أمام دخول السوق والخروج منه قليلة.[4]
- لدى المنتجين درجة من السيطرة على السعر.
- الهدف الرئيس للشركة هو زيادة أرباحها.
- يحدد السوق سعر وحدة الإنتاج وكلفة التكنولوجيا.
- يُفترض أن تتصرف الشركة كما لو كانت تعرف منحنيات الطلب والتكلفة على وجه اليقين.
- لا يؤثر القرار المتعلق بالسعر والإنتاج لأي شركة على سلوك الشركات الأخرى، أي أن تأثير القرار الذي تتخذه شركة واحدة ينتشر بالتساوي عبر مجموعة الشركات بأكملها. لذا، لا يوجد تنافس واعٍ بين الشركات.
- على المدى الطويل، تحصل كل شركة على ربح طبيعي فقط.
- كل الشركات تنفق مبالغ كبيرة على الإعلانات. تُعرف تكاليف الدعاية والإعلان بتكاليف البيع.

تعَد الخصائص طويلة الأمد لسوق بمنافسة الاحتكارية مماثلة لسوق بمنافسة كاملة. يتمثل الاختلافان بينهما في أن المنافسة الاحتكارية تنتج منتجات غير متجانسة وأنها تنطوي على قدر كبير من المنافسة غير السعرية تستند إلى تمايز دقيق بين المنتجات. ومع ذلك، فإن الشركة التي تحقق أرباحًا على المدى القصير لن تعادل إلا على المدى الطويل؛ لأن الطلب سينخفض وسيزداد متوسط التكلفة الإجمالية. هذا يعني أنه على المدى الطويل، ستحقق الشركة المنضوية ضمن منافسة احتكارية ربحًا اقتصاديًا يساوي صفرًا. هذا يوضح مقدار التأثير الذي تملكه الشركة على السوق، فهي، وبسبب ولاء المستهلكين للعلامة التجارية، يمكنها رفع أسعارها دون أن تفقد جميع عملائها. هذا يعني أن منحنى طلب شركة فردية ينحدر إلى أسفل، على عكس المنافسة الكاملة، التي لديها جدول طلب مرن.

## خصائص المنافسة الاحتكارية
هناك ست خصائص للمنافسة الاحتكارية:
- تمايز المنتجات.
- العديد من الشركات.
- حرية الدخول والخروج من السوق.
- صناعة القرارات مستقلة.
- درجة معينة من قوة السوق.
- ليس لدى المشترين والبائعين معلومات كاملة (معلوماتهم ناقصة).[5][6]

### تمايز المنتجات
في المنافسة الاحتكارية، تبيع الشركات منتجاتها التي بينها فروق غير سعرية حقيقية. مع ذلك، فإن الاختلافات ليست كبيرة لدرجة القضاء على الحاجة للسلع الأخرى مثل البدائل. من الناحية الفنية، تعد مرونة الطلب على السلع بين هذه الأسواق إيجابية. في الواقع، ستكون مرونة الطلب التقاطعية عالية. من الأفضل وصف السلع في ظل المنافسة الاحتكارية بأنها بدائل قريبة لكن غير كاملة. تؤدي البضاعة نفس الوظائف الأساسية، ولكن لها اختلافات في الصفات مثل النوع والأناقة والجودة والسمعة والمظهر الذي يميزها عن بعضها. على سبيل المثال، الوظيفة الأساسية للمركبات هي نفسها: نقل الأشخاص والكائنات من نقطة إلى أخرى في راحة وأمان معقولين، لكن هناك العديد من أنواع المركبات المختلفة مثل الدراجات البخارية والدراجات النارية والشاحنات والسيارات والعديد من الاختلافات حتى ضمن هذه الفئات.

### شركات عديدة
هناك العديد من الشركات في كل مجموعة منتجات ضمن المنافسة الاحتكارية والعديد من الشركات على الخطوط الجانبية مستعدة لدخول السوق. مجموعة المنتجات هي «مجموعة من المنتجات المماثلة». يمنح وجود «العديد من الشركات» كل شركة في المنافسة الاحتكارية حرية تحديد الأسعار دون الانخراط في اتخاذ القرارات الستراتيجية فيما يتعلق بأسعار الشركات الأخرى؛ لأن تصرفات كل شركة لها تأثير ضئيل على السوق. على سبيل المثال، يمكن لشركة معينة خفض الأسعار وزيادة مبيعاتها دون الخوف من ردود انتقامية من منافسيها بسبب تصرفاتها.
كم شركة يمكن لسوق منافسة احتكارية أن يدعم؟ يعتمد الجواب على عوامل عدة مثل النفقات الثابتة واقتصاديات الحجم ومستوى التخصص. على سبيل المثال، كلما ارتفعت التكاليف الثابتة، قلّ عدد الشركات التي يمكن للسوق أن يدعمها.

### حرية الدخول والخروج من السوق
كما في المنافسة الكاملة، يمكن للشركات في ظل المنافسة الاحتكارية الدخول أو الخروج بحرية. ستدخل الشركات عندما تحقق الشركات العاملة أرباحًا مرتفعة جدًا. مع دخول شركات جديدة، سيزيد العرض فيقل السعر، لذا فإن الشركات القائمة ستتجه أرباحها لتصبح عادية. وبالمثل، إذا كانت الشركات الفاعلة تتكبد خسائر، فستخرج بعض الشركات منها، سيؤدي ذلك إلى تقليل العرض، ثم ارتفاع السعر، ما سيرفع أرباح الشركات الحالية لتصبح عادية.

### استقلالية في اتخاذ القرارات
تحدد كل شركة في المنافسة الاحتكارية شروط التبادل لمنتجها بشكل مستقل. لا تعطي الشركة أي اعتبار لتأثير قرارها المحتمل على المنافسين. تقول النظرية إن أي إجراء سيكون له تأثير ضئيل على الطلب الكلي في السوق فيمكن لأي شركة ضمن المنافسة الاحتكارية أن تتصرف دون خوف من إثارة المنافسة المتزايدة. بمعنى آخر، تشعر كل شركة بالحرية في تحديد الأسعار كما لو كانت تحتكر السوق على الرغم من أنها ليست كذلك.

### القدرة السوقية
الشركات العاملة ضمن منافسة احتكارية لديها نوع من القدرة السوقية. تعني القدرة السوقية أن الشركة لديها سيطرة على شروط الصرف وأحكامه. يمكن لشركة عاملة ضمن منافسة احتكارية أن ترفع أسعارها دون أن تفقد جميع عملائها أو زبائنها. يمكن للشركة أيضًا أن تخفض الأسعار دون إثارة حرب أسعار محتملة مع المنافسين. مصدر القدرة السوقية لأي شركة عاملة ضمن منافسة احتكارية ليس الحواجز أمام الراغبين بدخول السوق لأنها منخفضة. بدلًا عن ذلك، تتمتع الشركات ضمن المنافسة الاحتكارية بالقدرة السوقية بسبب وجود عدد قليل جدًا من المنافسين الذين لا يشاركون في اتخاذ القرارات الاستراتيجية ويبيعون منتجات متباينة.